# Eperjesi kerület
Az Eperjesi kerület (szlovákul Prešovský kraj) közigazgatási egység Szlovákia északkeleti részén. Északról Lengyelország, nyugatról a Zsolnai kerület, délről a Besztercebányai és a Kassai kerület, keletről Ukrajna határolja. 
Területe 8993 km², lakosainak száma 814 527 fő (2011), székhelye Eperjes (Prešov). Lakosságának 0,08 százaléka, azaz 646 személy magyar nemzetiségű. (A 2011-es népszámlálási adatok alapján).
Területe nagyrészt a Északnyugati-Kárpátokban, azon belül a Keleti-Beszkidek és tőle délre eső területen húzódik, nyugati részén terül el a Szepesség a felvidéki németek ősi településterülete. Főbb folyói a Tapoly, a Tarna, a Poprád, az Ondava és a Laborc.

## Népessége
| Év:            | 1994.   | 2004.   | 2014.   | 2024.   |
| -------------- | ------- | ------- | ------- | ------- |
| Emberek száma: | 763 911 | 796 745 | 819 977 | 810 008 |
| Eltérés:       |         | +4,29 % | +2,91 % | -1,21 % |

| Év:            | 2023.   | 2024.   |
| -------------- | ------- | ------- |
| Emberek száma: | 808 810 | 810 008 |
| Eltérés:       |         | +0,14 % |

## Járások

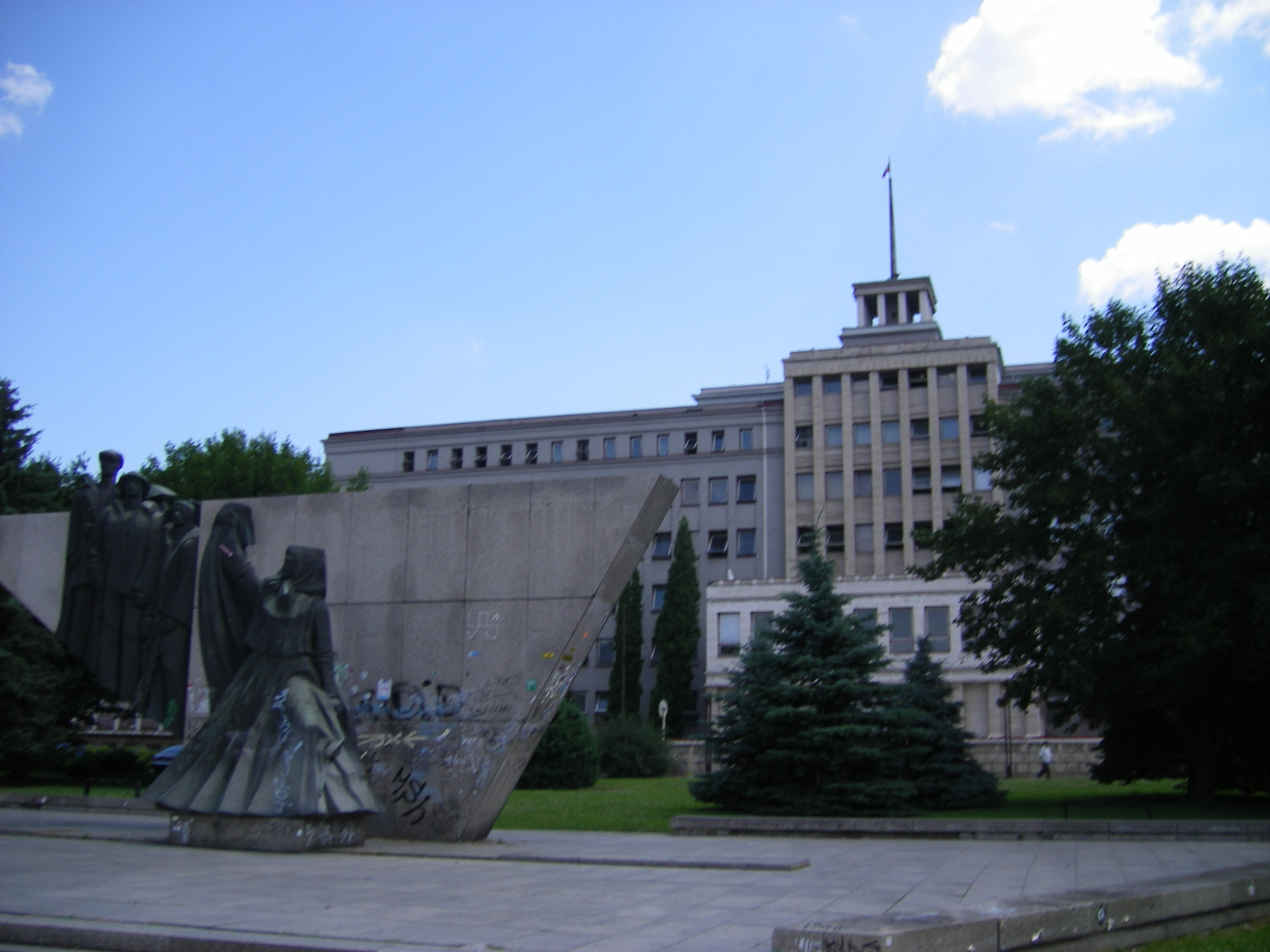
A kerületi hivatal épülete Eperjesen

A kerület a következő 13 járásból (okres) áll:
- Bártfai járás (Okres Bardejov), székhelye Bártfa (Bardejov)
- Eperjesi járás (Okres Prešov), székhelye Eperjes (Prešov)
- Felsővízközi járás (Okres Svidník), székhelye Felsővízköz (Svidník)
- Homonnai járás (Okres Humenné), székhelye Homonna (Humenné)
- Késmárki járás (Okres Kežmarok), székhelye Késmárk (Kežmarok)
- Kisszebeni járás (Okres Sabinov), székhelye Kisszeben (Sabinov)
- Lőcsei járás (Okres Levoča), székhelye Lőcse (Levoča)
- Mezőlaborci járás (Okres Medzilaborce), székhelye Mezőlaborc (Medzilaborce)
- Ólublói járás (Okres Stará Ľubovňa), székhelye Ólubló (Stará Ľubovňa)
- Poprádi járás (Okres Poprad), székhelye Poprád (Poprad)
- Szinnai járás (Okres Snina), székhelye Szinna (Snina)
- Sztropkói járás (Okres Stropkov), székhelye Sztropkó (Stropkov)
- Varannói járás (Okres Vranov nad Topľou), székhelye Varannó (Vranov nad Topľou)